# Liste des plus jeunes mères du monde
La liste des plus jeunes mères du monde présente les cas connus de filles entre 5 et 10 ans ayant mis au monde un enfant. Ces grossesses à caractère exceptionnel se déclenchent souvent du fait d'une puberté précoce chez la fille. La puberté chez les femmes débute en général entre 8 et 13 ans, et l'âge de la ménarche, les premiers cycles menstruels, bien qu'ayant diminué de manière constante lors du XXe siècle, s'est stabilisé autour de 12 ans. Les grossesses ayant lieu sous cette moyenne sont généralement considérées comme exceptionnelles.

## Âge ménarchique et grossesses précoces
L'âge moyen de la ménarche est corrélé au début de la vie sexuelle des femmes et la baisse de cet âge moyen entraîne un risque accru d'abus sexuels et de grossesses précoces chez les adolescentes. La baisse de cet âge a été avérée dans la plupart des zones industrialisées du monde. L'âge ménarchique est passé de 17 à 13 ans en un siècle aux États-Unis.
Au début du XXe siècle, les grossesses précoces demeurent rares en Europe. Ainsi, un docteur en 1933, dit, lors d'un échange entre spécialistes sur ces cas extrêmes, n'avoir eu à faire qu'à la grossesse d'une fillette anglaise de 11 ans. Cependant, une analyse est faite par Gould et Pye dans leur livre « Anomalies and curiosities of medicine » de ces cas extraordinaires, montrant une compilation relativement conséquente et remontant des siècles en arrière.
Dans certains pays, ou régions du monde, les grossesses précoces sont un phénomène qui, à défaut d'être répandu, est néanmoins connu et peu exceptionnel. Ainsi, à la suite de l'accouchement d'une fille de 9 ans dans le sud-ouest de l'Afrique, un porte-parole de l'hôpital où a eu lieu la naissance dit que ce genre d'événements n'est « pas rare ». Malgré une baisse significative de ces cas, les grossesses chez des mineures de 10 ans sont encore très nombreuses au Mexique. On en dénombre plusieurs centaines par an, voire plus de 1 000 durant la période 1992-1999.
Le taux de grossesses chez les moins de 20 ans est, d'après l'Organisation mondiale de la santé (OMS), de 18 % en Amérique latine (19,2 % au Mexique en 2011), sachant que l'Afrique subsaharienne possède un pourcentage plus élevé encore de ces grossesses en dessous de l'âge de 20 ans.
Les grossesses précoces résultent plus souvent de viols et d'abus sexuels que de relations consenties et, dans le cas du Mexique, se déroulent plus souvent dans des milieux ruraux, peu éduqués.
- Aux Costa Rica, Nicaragua, et Panama, jusqu'à 20% des grossesses enregistrées concernent des mineures, 1% des fillettes de moins de 12 ans.
- En France même, on aurait connu, entre 1789 et 1816, au temps de la Révolution française et du Premier Empire, une vague de maternités précoces et grossesses avortées chez des fillettes de ce même créneau d'âge de 10 à 13 ans.
- Par transmission orale coutumière, on a rapporté que, à la fin du XIXe siècle, les maternités entre 6 et 10 ans auraient été assez fréquentes au sein des tribus amérindiennes, mais cela n'est sourcé par aucune preuve tangible.

## Grossesses de mineures de moins de 8 ans
| Date         | Mère                                                    | Âge                     | Père / Géniteur                   | Pays                                       | Description |
| ------------ | ------------------------------------------------------- | ----------------------- | --------------------------------- | ------------------------------------------ | --- |
| 14 mai 1939  | Lina Medina                                             | 5 ans, 7 mois, 21 jours | Inconnu                           | Pérou                                      | Lina Vanessa Medina, née le 27 septembre 1933 dans le village de Ticrapo, près de Pauranga, dans la Région de Huancavelica, a donné naissance à Gerardo par césarienne, à Lima à un peu plus de 5 ans ½. Ses parents, inquiets, l’avaient emmenée à l’hôpital fin mars, où, supposant une tumeur, on l’avait découverte enceinte de 7 mois. En les interrogeant, les médecins comprirent qu'elle était entrée en puberté précoce très tôt, ses premières règles étant survenues à 3 ans. Le père de Lina a été incarcéré, suspecté d'avoir abusé d'elle ; il a été relâché, faute de preuves, et le géniteur de Gerardo n’a jamais été identifié. |
| 7 juin 1932  | H.                                                      | 6 ans, 7 mois, 27 jours | Inconnu                           | Inde britannique                           | Une fillette connue sous l'initiale H. a donné naissance par césarienne à une fille, à l'hôpital Victoria Zanana de Delhi, au milieu de l'année 1932. Elle y avait initialement été admise pour ce qu'on pensait être une tumeur abdominale, car elle se plaignait de douleurs localisées dans le bas-ventre. Son père dit qu’elle avait 7 ans révolus, mais on lut sur son acte d’état civil qu’elle était née le 1er octobre 1925, lui donnant donc moins de 6 ans et 8 mois à son accouchement. Elle n'avait jamais été réglée, et sa poitrine n'était pas pleinement développée, pourtant elle fut capable d'allaiter son enfant durant 9 mois. |
| 19 août 1934 | Yelizaveta "Liza" Gryshchenko Елизавета "Лиза" Грищенко | 6 ans, 5 jours          | Son grand-père maternel de 69 ans | République socialiste soviétique d'Ukraine | Yelizaveta Gryshchenko, dite Liza, accouche au forceps en août 1934, à Kharkov, d'une fille dont le père serait son grand-père de 69 ans. Ses parents avaient refusé que les obstétriciens soviétiques, parmi lesquels son oncle paternel, le Professeur Ivan Gryshchenko, lui pratiquent une césarienne, opération alors considérée comme dangereuse. L'enfant, de 3 kg, a succombé durant le travail, du fait d'un arrachement placentaire prématuré ; née à terme et apparemment de bonne constitution, elle aurait survécu si elle avait été plus promptement extraite, réanimée et oxygénée, selon les médecins. Après l'incident, la famille émigre à Vladivostok, emmenant l'aïeul avec elle. L'histoire, bien documentée, est confirmée dans une vidéo enregistrée par les praticiens. |

## Grossesses dans la neuvième année
| Date                 | Mère                    | Âge                     | Père / Géniteur                                     | Pays             | Description |
| -------------------- | ----------------------- | ----------------------- | --------------------------------------------------- | ---------------- | --- |
| 5 décembre 1759      | Anna Mummenthaler       | 8 ans, 9 mois           | Un proche parent                                    | Suisse           | Anna Mummenthaler, née le 2 février 1751 à Lauperswil, dans le nord-est du Canton de Berne, a donné naissance chez elle à une fille mort-née fin 1759. Elle était réglée depuis ses deux ans, et accusa un proche parent de la grossesse,. |
| 1827                 | Non identifiée          | 8 ans                   | Inconnu                                             | Russie impériale | Selon l'ouvrage « Anomalies et Curiosités de la Médecine » de Gould et Pyle (1896-1901), le savant Ruttel a rapporté le cas d'une mère de 8 ans ayant enfanté, autour de 1827, vers Saint-Petersbourg. |
| 1884[réf. souhaitée] | Mum-Zi                  | 8 ans, 4 mois           | Chef Akkiri                                         | Nigeria          | Mum-Zi, entrée dans le harem du Chef Akkiri de Calabar à ses sept ans, a accouché de sa fille Zi[réf. souhaitée] à 8 ans et 4 mois. Celle-ci devenue à son tour mère très tôt, Mum-Zi est réputée être la plus jeune aïeule jamais vue, à 17 ans,. Ce cas, d'abord rapporté oralement, serait survenu fin 1884.[réf. souhaitée] |
| 1893                 | Zi                      | 8 ans, 8 mois           | Inconnu                                             | Nigeria          | Zi, la fille de Mum-Zi, offerte par son père, le Chef Akkiri de Calabar, à l'un de ses proches[réf. souhaitée], est devenue mère à 8 ans et 8 mois,. |
| 1910                 | Non identifiée          | 8 ans                   | Son mari prétendument âgé de 9 ans                  | Chine            | Plusieurs sources ont rapporté le cas, en 1910, d'un couple de « parents enfants » chinois, d'une province rurale reculée, le Xinjiang (à l'ouest du Tibet) ayant eu un garçon à 8 ans pour la fille et 9 ans pour le garçon[réf. à confirmer]. |
| avant 1928           | Non identifiée          | 8 ans                   | Son mari                                            | Inde britannique | Une fillette de 8 ans est morte en couches avec son enfant au Cachemire dans les années 1920 d'après le témoignage de Kathleen Olga Vaughan. Sa mère, veuve sans ressources, a dit avoir été forcée d'accepter une offre de mariage pour sa fille,. |
| 13 septembre 1936    | Griseldina Acuña        | 8 ans, 2 mois, 5 jours  | Un ami de sa famille                                | Colombie         | Griseldina Acuña de San Zenón, Département de Magdalena, a donné naissance à un fils en 1936 à l'âge de 8 ans et 2 mois. Elle avait eu ses premières règles à 3 ans. |
| 2 décembre 1957      | Hilda Trujillo          | 8 ans, 7 mois, 28 jours | Son cousin de 22 ans                                | Pérou            | Hilda Trujillo a donné naissance dans un hôpital de Lima, fin 1957, à une fille qu'elle a baptisée María del Rosario. Contrairement à ce que rapporte le Time Magazine du 16 décembre suivant, elle n'avait pas alors 9 ans ½ passés, mais seulement 8 ans ½. Son cousin qui, orphelin, avait résidé au début de l'année dans une pièce de la cahute de ses oncle et tante, l'avait violée une nuit ; dénoncé en juillet une fois la grossesse découverte, il fut arrêté. |
| Fin 1959             | Sarah                   | 8 ans, 9 mois           | Dan Clarke, un pédophile qui fut incarcéré          | Royaume-Uni      | Fillette née d'une femme juive israélienne et d'un homme métis anglais, elle ne fut pas reconnue plus jeune mère britannique du fait de ses origines. Pubère à 7 ans et réglée à 7 ½, elle a été violée peu après 8 ans par Dan Clarke, un pédophile qui fut condamné à une longue peine de prison. Elle accoucha d'un petit garçon. Sa famille a toujours protégé son anonymat, ses parents élevant le garçonnet avec elle comme son frère cadet. [réf. nécessaire] |
| 12 janvier 1993      | Zulma Guadalupe Morales | 8 ans                   | Son oncle                                           | Mexique          | Zulma Guadalupe Morales, violée par son oncle, a donné naissance par césarienne à 8 ans, début 1993, à un garçon de 3,18kg dans un hôpital de Guadalajara. |
| Avril 2000           | Anya Аныа               | 8 ans, 7 mois           | Kostia, son voisin et ami de 13 ans                 | Russie           | Anya, une Tchétchène de 8 ans ½, qui avait atteint la puberté à 7 ans et été abusée avant ses 8 ans par son voisin de 13 ans, a donné naissance à Rostov-sur-le-Don à une fille qu’elle a prénommée Dasha, devenant la plus jeune mère connue en Europe de l’Est depuis six décennies. |
| 9 septembre 2004     | Non identifiée          | 8 ans, 9 mois           | Un client régulier de la prostitution âgé de 32 ans | Colombie         | Admise à l'hôpital en septembre 2004 pour de sévères crampes abdominales et nausées, une fillette de 8 ans ¾ de Bogota a été découverte enceinte de 8 mois. Elle a subi une césarienne en urgence pour donner naissance à un petit garçon. Une investigation révéla qu'elle avait été prostituée par ses parents et que l'enfant avait pour père un client régulier de 32 ans. L'analyse clinique montra qu'on l'avait encore exploitée jusqu'à son sixième mois de grossesse.[réf. nécessaire] |
| 11 octobre 2004      | Non identifiée          | 8 ans, 5 mois           | L’employé de 32 ans de la pharmacie de son quartier | Colombie         | La grossesse d'une enfant de 8 ans a été révélée par un policier, alerté, début septembre 2004, à la vue de son ventre gonflé, lui faisant suspecter qu'elle fût une mule passeuse de drogue. La soumettant à une radiographie, il apprit alors à sa mère hébétée qu'elle attendait un bébé ; l'hôpital confirma qu'elle était enceinte de 32 semaines. La fillette révéla alors avoir été violée par l'employé de la pharmacie de Ciudad Bolívar, bidonville du sud-est de Bogota, où elle était allée retirer des médicaments pour sa mère malade. Un mois plus tard elle accouchait à l'Hôpital Meissen. |
| Été 2005             | Rosaura Morales Juárez  | 8 ans, 6 mois           | Inconnu                                             | Mexique          | On a reparlé du cas de cette fille de Monterrey en mars 2013, illustrant le problème endémique des maternités précoces au Mexique, quand, à 16 ans, elle a accouché chez elle de sa fille, son 3e enfant, second de son époux Juan Victoriano Benitez Méndez, maçon de 16 ans, un an après en avoir déjà eu un fils à 15. Cette adolescente avait surtout eu un premier fils en 2005, à 8 ans ½, un enfant mort jeune d'hydrocéphalie, dont l'identité du père n'a pas été révélée, mais dont il se pourrait qu'il soit issu d'un viol potentiellement incestueux,.                                         |
| Novembre 2006        | Mota Henrique           | 8 ans, 9 mois           | Gaspar Santos, un voisin                            | Pérou            | Mota Henrique, de Lima mais originaire d'Huaraz, a connu, à 8 ans et 9 mois, en novembre 2006, une maternité précoce. Violée à 8 ans par son voisin, Gaspar Santos, elle a accouché au domicile parental d'une fille de 2,13kg.[réf. nécessaire] |
| 2 décembre 2006      | Nuvia V. T.             | 9 ans                   | Inconnu                                             | Pérou            | Nuvia V.T., mère le 2 décembre 2006, accouche à l'hôpital par césarienne.[réf. nécessaire] |

## Grossesses dans la dixième année
| Date             | Mère                           | Âge                      | Père / Géniteur                                                                                              | Pays              | Description |
| ---------------- | ------------------------------ | ------------------------ | --- | ----------------- | --- |
| Mars 1881        | Non identifiée                 | 9 ans, 7 mois            | Un proche parent                                                                                             | Royaume-Uni       | Henry Dodd de Rillington, a aidé en 1881 à l'accouchement d'une fille du Yorkshire. Le bébé pesait 3,18kg et n'avait que trois orteils au pied gauche. Il décède de convulsions peu après sa naissance. La fillette avait eu ses premières règles à 12 mois,. |
| 16 mars 1908     | Estelle P.                     | 9 ans                    | Inconnu | États-Unis        | En 1908, le Dr. V. I. Pittman, de Cadaretta (Mississippi), a accouché Estelle P., 9 ans, d'un fils de 3,18kg. |
| 28 août 1957     | Non identifiée                 | 9 ans, 5 mois            | Inconnu | États-Unis        | Une fillette de 9 ans et 5 mois a accouché d'un petit garçon prématuré de 1,13kg au Centre Medical de l’Université d’Arkansas, à Little Rock (Arkansas), durant l'été 1957. |
| 28 mars 1966     | Non identifiée                 | 9 ans                    | Inconnu | Afrique du Sud    | Une fillette de 9 ans de Brakpan a accouché par césarienne en 1966, dans un hôpital situé à 50km à l’est de Johannesburg . |
| 18 octobre 1967  | María Eulalia Allende          | 9 ans                    | Ernesto Allende, un de ses cousins âgé de 22 ans                                                             | Argentine         | María Eulalia Allende, une fille de 9 ans d'un village du nord de la Province de Córdoba, a donné naissance à un garçon de 3,18kg dans un hôpital de Córdoba en 1967. Ernesto, le père supposé, disparut deux mois avant la naissance et fut recherché par la police,. |
| 5 décembre 1968  | Non identifiée                 | 9 ans                    | Un garçon de ferme de son village                                                                            | Argentine         | Une fillette de 9 ans de Cachari a donné naissance à un bébé de 2,27kg, fin 1968, dans un hôpital d'Azul, Province de Buenos Aires. Le jeune père aurait offert d'épouser la fillette, ce que les parents de celle-ci refusèrent. |
| 11 juin 1971     | Non identifiée                 | 9 ans                    | Inconnu | Pérou             | Une fillette de 9 ans d'El Porvenir, à Lima, a accouché d'un garçon 3,18kg dans un hôpital de la capitale milieu 1971. Le père du garçon, dont on ne connaît pas l'identité, a été recherché par la police. |
| 1976             | Martha Anaduaga                | 9 ans, 9 mois            | Inconnu | Congo-Brazzaville | La congolaise est réputée être la plus jeune mère africaine identifiée (hors Mum-Zi et Zi). Mais demeure un doute sur l'année, située a priori au début de la 2de moitié des années 70.[réf. nécessaire] |
| 10 juillet 1980  | Venesia Xoagus                 | 9 ans                    | Inconnu | Namibie           | Venesia Xoagus, une fillette Damara de 9 ans, a accouché par césarienne, en 1980, dans un hôpital d'Otjiwarongo, d'un fils de 3kg,. |
| 1982             | Non identifiée                 | 9 ans, 9 mois            | Le fils de 15 ans d'amis de sa famille dont elle était amoureuse                                             | Mexique           | Précoce, cette fillette qui, déjà formée à 8 ans ½, avait, à 9, accordé "ses faveurs" à un adolescent de 15 ans, fils d'amis de sa famille dont elle était amoureuse, et donna naissance, à 9 ans ¾, à un petit garçon, qu'elle garda et éleva chez sa mère[citation nécessaire]. |
| 25 mars 1986     | Maria Eliane Jesus Mascarenhas | 9 ans, 5 mois, 26 jours  | Cosme Primo dos Santos, petit-fils de 16 ans de ses parents adoptifs                                         | Brésil            | Maria Eliane Jesus Mascarenhas, une orpheline adoptée par des ouvriers agricoles, sa mère morte en couches, a donné naissance par césarienne, à Jequié, en 1986, juste avant ses 9 ans ½, à une fille de 3,2kg qu'elle a baptisée Diane, enfant de son neveu par adoption,. |
| Avril 1986       | Non identifiée                 | 9 ans                    | Inconnu | Kenya             | Une fillette de 9 ans a accouché d'une fille à l'Hôpital Kenyatta de Nairobi en avril 1986. |
| 12 mars 1990     | Non identifiée                 | 9 ans                    | Inconnu | Turquie           | Une fillette de 9 ans a accouché d'un fils par césarienne dans une clinique d'Afyon en 1990. |
| 1994             | Non identifiée                 | 9 ans, 7 mois            | Inconnu | Belgique          | Une fillette âgée de 9 ans et 7 mois aurait accouché d'un fils par césarienne courant 1994 dans une petite ville du Sud-Est, à la frontière luxembourgeoise[citation nécessaire]. Ce cas est cependant très largement sujet à caution, et des doutes persistent sur son jeune âge, faute d'informations sur elle, sa famille ayant tenu à ne pas ébruiter son cas. Elle aurait des racines congolaises, selon le peu d'informations recueillies. Si son âge est exact, elle serait la plus jeune mère belge jamais recensée. |
| 30 novembre 1994 | Leyla M.                       | 9 ans                    | Un client de la prostitution ou un membre de sa famille parmi ceux qui l'ont violée                          | Iran              | Selon les informations recueillies par Amnesty International, Leyla M. d'Arak a été prostituée par sa mère dès 8 ans, et on compte parmi ses clients quelques-uns de ses proches parents. Elle a eu trois enfants, le premier à l'âge de 9 ans, puis des jumeaux à 14. À 19 ans (mais un âge mental de 8), elle fut condamnée et fit face à la peine de mort par lapidation pour "infractions morales" de débauche, inceste, et maternités illégitimes. |
| Juillet 1997     | Non identifiée                 | 9 ans, 9 mois            | Inconnu | Portugal          | Cette fillette de 9 ans ¾ de Setúbal qui a accouché d'une fille de père inconnu durant l'été 1997 à Lisbonne, est la plus jeune mère lusitanienne recensée de façon certaine au Portugal, depuis les années 1980. Son cas, très exceptionnel, et le péril vital qu'il représentait, justifièrent son transfert vers la proche capitale, seulement là un hôpital acceptant le risque de césariser une enfant de cet âge[citation nécessaire]. |
| 1999             | Non identifiée                 | 9 ans, 2 mois            | L'époux sexagénaire qu'on lui imposa à 8 ans                                                                 | Inde              | Les services indiens de la Santé communiquèrent en 1999 l'information selon laquelle venait d'accoucher, dans un dispensaire du pays, une fillette de 9 ans et 2 mois. La famille veillant à préserver l'anonymat de la mère, on ne put savoir que le sexe masculin de l'enfant. La famille l'avait mariée l'année précédente, à même pas 8 ans ½, sitôt qu'elle fut pubère, à un sexagénaire[citation nécessaire]. |
| 26 février 2001  | Wanwisa Janmuk วันวิสาข์          | 9 ans                    | Son époux âgé de 27 ans                                                                                      | Thaïlande         | Wanwisa Janmuk, mariée légalement à 8 ans, a donné naissance à une fille à 9, début 2001, dans un hôpital de la province septentrionale de Phetchabun. |
| 1er avril 2003   | María                          | 9 ans, 3 mois            | Son beau-père                                                                                                | Salvador          | María, une fillette de 9 ans de Candelaria de la Frontera, a donné naissance par césarienne, en avril 2003, à un fils qu'elle a baptisé José Manuel. Son beau-père est supposé en être le géniteur, comme elle a livré qu'il l'avait violée de façon récurrente,. |
| 1er mars 2004    | Non identifiée                 | 9 ans                    | Un élève de son école                                                                                        | Singapour         | Une fillette de 9 ans a donné naissance à un petit garçon en 2004, dont le géniteur était camarade de son école. Sa mère a d'abord cru qu'elle avait une infection urinaire, mais quand elle l'emmena chez le docteur, elle apprit qu'elle était en fait enceinte de déjà six mois. Le bébé fut placé à l'adoption. |
| 25 décembre 2004 | “Luisa Arenas”                 | 9 ans, 11 mois, 21 jours | Un adolescent de sa bande de quartier                                                                        | Colombie          | Une fillette de Medellín, Antioquia, nommée du pseudonyme de Luisa Arenas par un média, née le 4 janvier 1995, a livré un fils prématuré par césarienne à Noël 2004, juste avant ses 10 ans. Non contente de cette première maternité avant 10 ans, elle est retombée enceinte à 10 ans ½, cette fois de l’homme quadragénaire qui l'avait souvent aidée dans sa maternité précoce. Début 2006, elle a donc eu son second enfant, une fille. Les services sociaux et sa mère ont alors considéré préférable de la placer dans un foyer pour mères adolescentes, où elle serait supervisée jusqu'à ses 18 ans. |
| Décembre 2005    | Non identifiée                 | 9 ans                    | Emmanuel Mbazumutima, le boy de sa famille                                                                   | Rwanda            | Corrompue par le “boy” de ses parents pour quelques pièces et bonbons, une fillette de 9 ans a donné naissance à un petit garçon par césarienne dans un hôpital de Butare à la fin 2005. Elle avait vu ses seins se développer à 6 ans, et ses premières règles survenir à 8. |
| 7 juillet 2006   | Non identifiée                 | 9 ans                    | Inconnu | Brésil            | Une fillette de 9 ans du peuple indigène Apurinã de la forêt amazonienne, a donné le jour par césarienne dans un hôpital de Manaus, milieu 2006, à une petite fille de 2,2kg,. |
| 2 décembre 2006  | Nuvia V.T.                     | 9 ans                    | Avilio Arostica Berrospi, son cousin de 28 ans                                                               | Pérou             | Nuvia V.T., de Huánuco, a donné naissance à un fils de 2,5kg pour 47cm par césarienne dans un hôpital de Lima le 2 décembre 2006, jour de son 9e anniversaire,. Elle était tombée enceinte après avoir été violée par deux de ses cousins, Avilio, 28 ans, identifié comme le géniteur par un test ADN, et un autre, mineur de 17 ans. |
| 20 mars 2007     | Non identifiée                 | 9 ans                    | Inconnu | Philippines       | Tandis qu'une fillette de 11 ans venait de donner naissance dans un hôpital du Barangay Turo, Bocaue, Bulacan, fin mars 2007, les médias locaux rapportèrent qu'une autre âgée de 9 ans, originaire d'une autre province, avait accouché dans le même district la semaine précédente. |
| 3 mai 2007       | Gabriel Lorenzo                | 9 ans, 8 mois, 1 jour    | Andrés Gabriel Gabriel, son père âgé de 57 ans                                                               | Honduras          | Violée depuis l’âge de 6 ans par son père, Andrés Gabriel Gabriel, une fillette de La Esperanza est tombée enceinte à 9 ans. Une fois sa grossesse découverte, sa mère, María Valentina Lorenzo, a essayé de la persuader de dire aux autorités avoir 13 ans et pas 9½, et que son père n'était "que" son beau-père. Elle a donné naissance à sa fille par césarienne à Tegucigalpa début mai 2007, le 2 septembre 1997, elle avait alors 9 ans et 8 mois. Elle a baptisé sa fille Cindy Alejandra du nom de sa meilleure amie. |
| 27 juillet 2008  | Non identifiée                 | 9 ans, 8 mois            | Alexis Rigoberto Morazán Raudales, son beau-père de 32 ans                                                   | Honduras          | Cette fillette, de San Pedro Sula, violée maintes fois par son beau-père depuis l'âge de 8 ans, et tombée enceinte peu après son 9e anniversaire, a donné naissance à un fils fin juillet 2008. Début juin, elle avait été hospitalisée pour des nausées et vomissements persistants inexpliqués, et les médecins avaient été surpris de constater qu'elle était, à 9 ans ½, enceinte de six mois. Elle fut placée en foyer avec le bébé, son beau-père arrêté, et sa mère poursuivie pour complicité. |
| 15 novembre 2008 | Non identifiée                 | 9 ans                    | Son voisin de 31 ans qui l'accompagnait régulièrement à l'école                                              | Colombie          | Une fillette des campagnes environnant Bucaramanga, Santander, a donné naissance à un fils par césarienne fin 2008, à juste 9 ans. Un médecin de la Protection Infantile ayant, mi-août, découvert qu'elle était enceinte de 5 mois, elle avait alors mis en cause son voisin de 31 ans qui l'accompagnait souvent, par un sentier désert, à son école rurale où elle était en 5e année, indiquant, qu'un jour, à la mi-mars, il l'avait jetée sur le sol dans la forêt et l'avait violée. |
| 27 janvier 2010  | Non identifiée                 | 9 ans                    | Son père | Chine             | Une fillette de Songyuan a livré, par césarienne, début 2010, dans un hôpital de Changchun, un petit garçon de 2.7 kg, mais les circonstances entourant sa grossesse demeurent floues. Son père a engagé un avocat pour faire la lumière dessus dès sa découverte fin 2009,. Mais alors qu'il accusait l'ami de 11 ans de sa fille, ce père, policier de son état, s'est retrouvé suspecté lui-même du viol, après que le jeune garçon, tout juste "blanchi", étant impubère, a livré à la police que, quand avec elle ils avaient essayé, pour s'amuser, de reproduire une scène d'un film pornographique visionné en cachette, elle lui avait confié que son père la « touchait » souvent et lui « faisait des choses »[citation nécessaire]. |
| 15 mai 2010      | Non identifiée                 | 9 ans                    | Son amoureux, un voisin de 14 ans                                                                            | Malaisie          | Une fillette chinoise de Penang de 9 ans a donné le jour à un petit garçon mi-mai 2010. Aucun rapport à la police n'a été fait par ses parents, trop occupés à leur divorce, qui apprirent de surcroît que le père du bébé était leur jeune voisin de 14 ans avec qui elle flirtait,. À la rentrée scolaire suivante, l'adolescent a été expédié en maison de correction tandis qu'elle a déménagé avec sa famille dans une autre ville et été inscrite dans une nouvelle école, sa grand-mère lui gardant son fils la journée, afin de lui octroyer une nouvelle «virginité». |
| 1er octobre 2010 | F.G. "Zeina"                   | 9 ans, 11 mois, 12 jours | S.D., l'oncle de 59 ans du locataire de sa grand-mère                                                        | Sénégal           | Zeina, une orpheline d'un quartier de Dakar élevée par sa grand-mère, a été violée début 2010 par l'oncle de presque 60 ans du locataire de celle-ci. Notant l'absence prolongée de ses règles et sa prise de poids simultanée, ses aïeule et tante ont pris conscience de sa grossesse en juin, quand elle était déjà enceinte de 5 mois. Elle a donné naissance par césarienne, à l'Hôpital Grand Yoff, le 1er octobre, 18 jours avant son 10e anniversaire, à une fille qu'elle a rejetée et refusé d'allaiter,. On a finalement placé les deux fillettes dans deux structures séparées. |
| Mai 2011         | Non identifiée                 | 9 ans, 6 mois            | José Raúl Pérez, un soldat de 39 ans atteint de troubles mentaux, ami et ex-colocataire du cousin de sa mère | Colombie          | Une fillette de 9 ans ½ du quartier de Lopez Edmundo, au Sud de Montería, a donné le jour naturellement à une fille à l’hôpital début mai 2011. Un test de grossesse confirma, fin janvier 2011, qu'elle était enceinte de 20 semaines. José Raúl Pérez, accusé d'avoir abusé d'elle, a été libéré sous contrôle judiciaire après son arrestation par la police, compte tenu de facultés mentales "fort entamées" par une blessure au combat : il croyait ainsi avoir, de ses pouvoirs surnaturels, exorcisé la petite, poursuivie par un esprit... Début septembre, elle lui avait été confiée deux fois par sa mère, cousine de son colocataire, pour une heure puis une nuit ; quelques semaines plus tard, celle-ci avait remarqué, intriguée, un changement dans l'apparence de sa fille de 9 ans, accompagné de nausées et de vertiges. |
| 27 janvier 2013  | Dafne Aboite                   | 9 ans                    | Abundio García Guadalupe, son beau-père de 44 ans                                                            | Mexique           | Dafne Aboite, une fillette de tout juste 9 ans de Ixtlahuacán de los Membrillos, à 37 km au Sud de Guadalajara, a accouché fin janvier 2013, par césarienne, à l'hôpital général Zoquipan d'Occidente, à Zapopan, d'une petite Maria de Los Angeles, de 2.7 kg pour 50 cm. C'était la fille, disait-elle, de son petit ami de 17 ans, recherché pour viol sur mineure de 12 ans (majorité sexuelle dans l’État du Jalisco),. Il apparut qu'elle ait pu être prostituée par ses mère et beau-père, qu'on avait fréquemment vu la battre dans la rue et entendu la malmener chez eux. Le beau-père prenait son bain avec elle et partageait son lit, aux dires d'une de ses sœur. Le 13 février une expertise ADN (test de paternité) a parlé, confondant le beau-père, qui a reconnu 2 relations avec la fillette, en avril et juin 2012,. Dans le même temps, un examen anthropologique médico-légal de la jeune mère (dont l'acte de naissance n'avait été déposée à l'État Civil qu'en novembre 2011) a évalué son âge à 12 ans ½ plutôt qu'à 9. |

## Grossesses dans la onzième année
| Date              | Mère                             | Âge                      | Père / Géniteur                                                                              | Pays                                                  | Description |
| ----------------- | -------------------------------- | ------------------------ | -------------------------------------------------------------------------------------------- | ----------------------------------------------------- | --- |
| 20 avril 1834     | Sally Deweese                    | 10 ans, 13 jours         | Inconnu                                                                                      | États-Unis                                            | D'après le Dr. D. Rowlett, Sally Deweese du Comté de Butler (Kentucky), née le 7 avril 1824, a accouché d'une fille de 7,8 lb (3,54 kg) en avril 1834. Elle aurait vu ses seins se développer dans les semaines suivant sa naissance, et eu ses premières règles à tout juste 12 mois. |
| 1er février 1858  | Elizabeth Drayton                | 10 ans, 8 mois, 7 jours  | Le neveu de sa tante, âgé de 15 à 17 ans                                                     | États-Unis                                            | Elizabeth Drayton de Taunton (Massachusetts) a donné naissance naturellement à un fils de 8 lb (3,63 kg) début février 1858, après un travail de 2 ou 3 jours. Née le 24 avril 1847, elle avait alors 10 ans, 8 mois, et 7 jours. |
| 1861              | Non identifiée                   | 10 ans, 9 mois           | Son mari                                                                                     | Empire ottoman (Province de Syrie) actuellement Syrie | L'éminent médecin britannique James Phillips Kay (1804–1877) a rapporté ce cas dans lequel, par puberté héréditairement précoce et pré-ménarchique suivie de grossesse, une fillette juive de Damas a donné le jour à une fille à 10 ans et 9 mois en 1861, avant de devenir grand-mère à tout juste 21 ans en 1871 quand celle-ci, à son tour, a donné naissance à 10 ans et 3 mois. |
| 1871              | Non identifiée                   | 10 ans, 3 mois           | Son mari                                                                                     | Empire ottoman (Province de Syrie) actuellement Syrie | L'éminent médecin britannique James Phillips Kay (1804–1877) a rapporté ce cas dans lequel, par puberté héréditairement précoce et pré-ménarchique suivie de grossesse, une fillette juive de Damas, en donnant naissance à 10 ans et 3 mois en 1871, a fait que sa mère, qui lui avait elle-même donné naissance à 10 ans et 9 mois, est devenue grand-mère à tout juste 21 ans. |
| Avril 1873        | Non identifiée                   | 10 ans, 6 mois           | Un indigène hindou, gentilhomme local                                                        | Raj britannique                                       | Dans un rapport publié en 1873, C. MacNamara a rapporté avoir été appelé au printemps, à Calcutta, pour examiner un nourrisson né, lui dit-on, d'une fillette de 10 ans ½. |
| 10 septembre 1895 | Annie H.                         | 10 ans, 1 mois, 26 jours | Son père âgé de 56 ans                                                                       | États-Unis                                            | Annie H., née le 15 juillet 1885 dans le Comté de Bland (Virginie), a donné naissance à un bébé de 5 lb (2,27 kg) à 10 ans en 1895. Comme elle avait des seins insuffisamment développés incapables de produire du lait, sa mère, qui avait elle-même accouché d'un enfant quelques mois auparavant, allaita son bébé la semaine qu’il vécut. La fillette avait, dit-on, eu ses premières menstrues à l'âge de 5 ans, puis été réglée régulièrement à partir de là. |
| 13 décembre 1905  | Sallie Ellison                   | 10 ans, 2 mois           | Inconnu                                                                                      | États-Unis                                            | Sallie Ellison a donné naissance à un bébé de 8 lb (3,63 kg) fin 1905 à Bristol (Virginie), à l'âge de 10 ans et 2 mois. |
| 9 avril 1910      | Annie Epps                       | 10 ans                   | Inconnu                                                                                      | États-Unis                                            | Au printemps 1910, Annie Epps de Chicago (Illinois), 10 ans, a donné le jour à une petite fille de 6 lb (2,72 kg) à l'Hôpital du Comté,. |
| 30 juillet 1922   | Elizabeth Irwin                  | 10 ans                   | Révérend L.W. Irwin, son beau-père                                                           | États-Unis                                            | En 1922, Elizabeth Irwin du Comté de Hardin (Ohio), 10 ans, a donné le jour à un petit garçon de 7 lb (3,18 kg),. Le Révérend Irwin, poursuivi pour incitation à la débauche, aurait prié pour le salut du jury qui l'a plus tard condamné. |
| Février 1923      | Mary Cavender                    | 10 ans, 9 mois           | Willie Larue, le fils de 26 ans de sa famille d'accueil                                      | États-Unis                                            | Mary Cavender, une fillette d'origine irlandaise née début mai 1912 et orpheline de ses deux parents depuis alors trois ans, confiée depuis aux Larue, dans le Comté d'Hidalgo, un comté frontalier à la pointe sud du Texas, a donné le jour à un fils de 4,5 lb (2,04 kg), début 1923, à l'âge de 10 ans ¾,. Ayant admis sa paternité, Willie Larue, le fils de 26 ans de la famille d'accueil de Mary, a été condamné à 15 ans de prison. |
| 4 avril 1930      | Evilan Johnson                   | 10 ans                   | Inconnu                                                                                      | États-Unis                                            | En 1930, Evilan Johnson, 10 ans, a donné le jour, dans un hôpital de Yazoo City (Mississippi), à un bébé de 8 lb (3,63 kg). |
| 10 octobre 1939   | María Justina Lez                | 10 ans                   | Son petit ami                                                                                | Argentine                                             | María Justina Lez de Villa Mercedes, Province de San Luis, a accouché d'une fille à l'Hôpital San Roque, en 1939, à l'âge de 10 ans. Le père de l'enfant, petit ami de la jeune maman, aurait pétitionné pour obtenir le droit de l'épouser, le mariage étant interdit, dans le pays, aux filles de moins de 13 ans. |
| 10 janvier 1944   | Non identifiée                   | 10 ans                   | Inconnu                                                                                      | États-Unis                                            | Une fillette de 10 ans a donné naissance naturellement à une fille de 8,5 lb (3,86 kg) dans un hôpital de Monahans (Texas) début 1944,. |
| 13 mars 1949      | Non identifiée                   | 10 ans                   | Inconnu                                                                                      | États-Unis                                            | Une fillette de 10 ans a donné naissance à une fille de 7,3 lb (3,31 kg) dans un hôpital de Wilmington (Delaware) en 1949. |
| 20 mai 1949       | Non identifiée                   | 10 ans, 7 mois, 25 jours | Inconnu                                                                                      | États-Unis                                            | Une fillette a donné le jour à un petit garçon de 7,8 lb (3,54 kg) à l'Hôpital Barber de Butler (Alabama) en mai 1949, à 10 ans et moins de 8 mois. |
| 25 mai 1950       | Sarah Moore                      | 10 ans, 7 mois, 22 jours | Inconnu                                                                                      | États-Unis                                            | Sarah Moore, née le 3 octobre 1939, a donné naissance, fin mai 1950 à Charleston (Mississippi), à une petite fille prématurée, à l'âge de 10 ans et 7 mois ¾. |
| 21 juin 1950      | Non identifiée                   | 10 ans                   | Inconnu                                                                                      | États-Unis                                            | Une fillette de 10 ans a accouché d'un petit garçon de 6,5 lb (2,95 kg) dans un hôpital d'Omaha (Nebraska) milieu 1950. |
| 13 juillet 1951   | Non identifiée                   | 10 ans                   | Inconnu                                                                                      | États-Unis                                            | Une fillette de 10 ans a accouché d'un petit garçon de 7,2 lb (3,27 kg) en 1951 à Picayune (Mississippi) ; sa mère, devenue là grand-mère, n'avait alors que 23 ans. |
| 14 juin 1953      | Non identifiée                   | 10 ans                   | Un voisin de 50 ans habitant l'immeuble de sa famille d'accueil                              | États-Unis                                            | Une fillette de 10 ans a livré une fille de 5,9 lb (2,68 kg) milieu 1953 dans un foyer pour mères célibataires de Youngstown (Ohio),. |
| 30 novembre 1954  | Felicia Delgado Gomez            | 10 ans                   | Inconnu                                                                                      | Costa Rica                                            | Fin 1954, Felicia Delgado Gomez, 10 ans, a donné naissance à un fils de 5,8 lb (2,63 kg) par césarienne dans un hôpital de Limón,. |
| 3 août 1956       | Non identifiée                   | 10 ans                   | Son frère de 18 ans                                                                          | États-Unis                                            | En 1956, à Spartanburg (Caroline du Sud), une fillette de 10 ans du comté violée par son frère qui fut arrêté, a donné le jour par césarienne à un petit garçon de 6 lb (2,72 kg). |
| 22 janvier 1958   | Non identifiée                   | 10 ans                   | Le mari de 28 ans de sa sœur aînée                                                           | États-Unis                                            | Une fillette de 10 ans a donné naissance par césarienne à un petit garçon de 7 lb (3,18 kg) dans un hôpital de San Francisco (Californie) début 1958. |
| 6 février 1964    | María Sanchez Gonzalez           | 10 ans                   | Inconnu                                                                                      | Mexique                                               | María Sanchez Gonzalez, de Colonia Morelos, quartier de Mexico, a donné naissance par césarienne, à l'âge de 10 ans, début 1964, à un fils de 5,5 lb (2,49 kg). |
| 12 février 1964   | Non identifiée                   | 10 ans, 4 mois           | Le fils de 16 ans de sa famille d'accueil                                                    | États-Unis                                            | Une fillette de 10 ans a donné le jour par césarienne, début 1964, dans un hôpital de Chicago (Illinois), à une fille de 5,9 lb (2,68 kg). |
| 17 septembre 1967 | Hortensia Gomez Juan             | 10 ans                   | Le voisin de sa famille chez qui elle était bonne                                            | Mexique                                               | En 1967, Hortensia Gomez Juan, 10 ans, a donné le jour à un fils de 4,4 lb (2 kg) à Xalapa, État de Veracruz. Son voisin, qui l’employait comme bonne chez lui, a été arrêté pour l'avoir violée. |
| 29 novembre 1968  | Non identifiée                   | 10 ans                   | Inconnu                                                                                      | Belgique                                              | Une fillette de 10 ans a donné naissance par césarienne fin 1968 à Anvers. |
| 29 juillet 1969   | Non identifiée                   | 10 ans                   | Inconnu                                                                                      | États-Unis                                            | Une fillette de 10 ans a accouché naturellement en 1969, d’un petit garçon de 5,6 lb (2,54 kg), à l'Hôpital Alexandria d’Alexandria (Virginie). |
| Août 1971         | Mirta Fontora                    | 10 ans                   | Inconnu                                                                                      | Argentine                                             | Mirta Fontora, une fillette de 10 ans de Del Viso, Pilar Partido, a donné le jour par césarienne, en 1971, dans un hôpital de Pilar, à un fils de 6,5 lb (2,95 kg),. |
| Avril 1975        | Non identifiée                   | 10 ans                   | Inconnu                                                                                      | Finlande                                              | Une fillette restée anonyme, qui a donné naissance à 10 ans en avril 1975 en Finlande, est devenue la plus jeune mère du pays. |
| 25 mai 1979       | Non identifiée                   | 10 ans                   | Inconnu                                                                                      | États-Unis                                            | Une fillette de 10 ans a donné naissance, en mai 1979, sur travail induit, à deux jumelles prématurées de 6 semaines, pesant chacune 3,4 lb (1,54 kg), dans un hôpital d'Indianapolis (Indiana). Elle est réputée être la plus jeune mère à avoir connu une naissance gémellaire dans l'Histoire Médicale Américaine. |
| 7 juillet 1982    | Non identifiée                   | 10 ans                   | Inconnu                                                                                      | États-Unis                                            | Une fillette de 10 ans d'une commune rurale de l'Est du Texas a donné le jour, en juillet 1982, à une petite fille prématurée de 4,5 lb (2,04 kg), à l'Hôpital Mémorial Hermann de Houston. Tous les autres détails sur le cas ont été tenus secrets à la demande de la famille,. |
| 5 avril 1984      | Non identifiée                   | 10 ans, 8 mois           | Amado Baez le mari de 35 ans de sa baby-sitter                                               | États-Unis                                            | Une fillette a accouché naturellement d'une fille de 2.8 kg à Chicago (Illinois), en avril 1984, à l'âge de 10 ans et 8 mois,. La fillette, qui ignorait être enceinte, vint à l'hôpital St. Anthony le 4 avril, se plaignant de maux de ventre, et fut transférée le lendemain vers l'unité de maternité à haut risque de l'hôpital du Comté de Cook. Son oncle, Felipe Lopez, 51 ans, et Amado Baez, l’époux de 35 de sa nounou, qu'elle dénonça, furent inculpés pour l'avoir violée. |
| Janvier 1986      | María                            | 10 ans                   | Un garçon de son âge prétendument ; de 2-3 ans plus âgé qu'elle plus probablement            | Argentine                                             | Le recueil "Las Niñas Mamás" (Les Fillettes Mamans) d’Ana Jusid, en 1991, revient, en page 31, sur le cas (rapporté par le journal Clarín du 11 janvier 1987) de María, une fillette de Buenos Aires. Entrée à l'hôpital, en proie à des douleurs, tout début 1986, sans s'être sue jusque là enceinte malgré sa prise de "formes", elle y avait accouché de son bébé, fruit de jeux sexuels entretenus, après quelques cycles menstruels irréguliers, avec un jeune adolescent. Elle s'est débarrassée du fils auquel elle venait de donner le jour à la Clinique Posadas, bébé qui fut retrouvé vivant deux heures plus tard par les pompiers. Le 10 janvier 1987, à tout juste 11 ans, elle accouchait à nouveau, d'une fille cette fois, à l'hôpital de Pilar. |
| Fin 1988          | Non identifiée                   | 10 ans, 8 mois           | Son cousin plus âgé                                                                          | Portugal                                              | Naissance aussi prématurée que la maternité était précoce : le nouveau-né en sous-poids de cette mère-enfant de moins de 10 ans ¾ de Porto, né à 7 mois, a dû passer deux mois en couveuse. La fillette, violée par un cousin plus âgé, n'avait jamais osé parler ni de son agression, ni de ses douleurs, ni des coups de pied ressentis[citation nécessaire]... |
| Novembre 1991     | Non identifiée                   | 10 ans, 10 mois          | Inconnu                                                                                      | Portugal originaire de Guinée                         | Immigrée guinéenne tombée enceinte dans son pays à juste plus de 10 ans, et venue accoucher en Europe, cette fillette, qui a échoué près de Lisbonne à l'été 1991 pour y donner le jour en novembre, à 10 ans et 10 mois, est réputée, au Portugal, y être la seule enfant mère avant 12 ans à avoir à nouveau donné naissance avant sa majorité, en ayant un fils 28 mois après sa fille, en mars 1994, à 13 ans et 2 mois [citation nécessaire]. |
| 5 avril 1996      | Non identifiée                   | 10 ans                   | Un voisin qui l'a violée                                                                     | Brésil                                                | Une fillette de 10 ans a donné naissance par césarienne à Rondonópolis, Mato Grosso, en avril 1996, après avoir été violée par un voisin en juillet 1995. |
| Juillet 1998      | Non identifiée                   | 10 ans, 5 mois           | Paul Narvios, le compagnon de 50 ans de sa mère                                              | États-Unis                                            | Profitant de sa relation de quelques mois avec sa mère entre fin 1997 et début 1998, Paul Narvios, 50 ans, a abusé de la fillette à 19 reprises entre ses 9 ans ½ et 10 ans. Elle l'a dénoncé à l’été 1998 quand elle a accouché dans le Comté de San Mateo (Californie), sous 10 ans ½. Narvios a été condamné sur preuve ADN le 8 septembre 1999, à 31 ans de prison, dont 26 de sûreté, et $ 40,000 d'amende, avec interdiction de ré-approcher mère, fille, ou bébé. |
| 25 septembre 2000 | Non identifiée                   | 10 ans                   | Son frère puîné de 28 ans                                                                    | Argentine originaire de Bolivie                       | Une fillette bolivienne de 10 ans, violée par le deuxième de ses frères aînés âgé de 28 ans, a donné naissance, fin septembre 2000, par césarienne, à une fille de 2,5 kg (5,5 lb), dans un hôpital de Parque Patricios (Buenos Aires),. |
| 2001              | Non identifiée                   | 10 ans, 9 mois           | Inconnu                                                                                      | Chili                                                 | Cas de maternité le plus précoce du Chili (en tout cas pour les cas recensés par le Dr Ramiro Molina entre début 1993 et fin 2003), une fillette10 ans ¾ (césarisée) de la Xe Región de Los Lagos. |
| 23 septembre 2002 | Non identifiée                   | 10 ans                   | Le frère de 38 ans du petit ami de sa mère                                                   | Sainte-Lucie                                          | Une fillette de 10 ans de Sainte-Lucie, violée par le frère de son beau-père, a donné naissance à un petit garçon de 4 lb (1,81 kg) en septembre 2002. |
| 13 novembre 2003  | Non identifiée                   | 10 ans                   | Inconnu                                                                                      | Pérou                                                 | Une fillette de 10 ans des forêts de Monzón a donné naissance par césarienne, fin 2003, à un bébé de plus de 3 kg (6,6 lb) à l'hôpital Hermilio Valdizán de Huánuco. |
| 2004              | Non identifiée                   | 10 ans, 10 mois          | Son père                                                                                     | Salvador                                              | Le Dr Mirna Lopez, gynécologue à San Salvador, interrogée, en février 2009, sur le cas de la jeune María, de Cabañas, bourgade 20 km (12 mi) au Nord-Est de Cojutepeque, devenue mère à 12 ans ¾ en novembre 2005, du fruit de l'un des trois viols subis de son beau-père, avait rapporté ce cas de maternité plus précoce encore, qu'elle avait connu, en 2004, chez une enfant de moins de 11 ans, violée et mise enceinte à tout juste 10 ans par son propre père, à San Miguel. |
| 7 janvier 2004    | Non identifiée                   | 10 ans                   | Le fiancé de 29 ans de sa sœur de 21                                                         | Argentine                                             | Une fillette de 10 ans, violée par le compagnon quasi trentenaire de sa sœur aînée de 21 ans, a accouché d'un bébé de 3,2 kg (7,1 lb), début 2004, dans le Merlo Partido de Buenos Aires. |
| Décembre 2004     | Non identifiée                   | 10 ans                   | Inconnu                                                                                      | Colombie                                              | Cas cité par le journal El Tiempo début septembre 2004, dans le département du Casanare, 150 km (90 mi) au Nord-Est de Bogota, enceinte de 5 mois révolus à 10 ans allait accoucher en décembre suivant. |
| 13 avril 2005     | G.R.F. C.                        | 10 ans                   | Luis Ramos Coral, son beau-père de 24 ans                                                    | Chili originaire de Bolivie                           | G.R.F.C., une Bolivienne de 10 ans vivant à Calama au Chili, a donné le jour par césarienne à un petit garçon, en avril 2005 dans un hôpital d'Antofagasta. Elle était tombée enceinte à 9 ans d'un des viols de son beau-père (prétendu être son père, et présenté comme tel à Calama). Sa mère et lui, tous deux originaires de Colchaca, Potosí, en Bolivie, ont été écroués,. Sa mère condamnée, un grand-oncle maternel a obtenu sa garde et celle du bébé. |
| 11 mai 2005       | Non identifiée                   | 10 ans, 9 mois           | L'homme de 23 ans, ami de sa famille, qui l'hébergeait depuis ses 7 ans avec sa sœur aînée   | Brésil                                                | Fillette originaire de Dom Feliciano, bourgade au Nord-Ouest de Camaquã, dans l'État du Rio Grande do Sul, envoyée dès 7 ans, avec sa sœur de 9, par leurs parents incapables de les nourrir, leur père âgé et malade, vivre chez un ami à Amaral Ferrador. Elle a fini, sitôt pubère, à 9 ans, comme son aînée avant elle, dans le lit de leur hôte, et est tombée enceinte, contrairement à son aînée. Elle a accouché le 11 mai, à 10 ans ¾, d'une petite fille à l'hôpital Nossa Senhora Aparecida de Camaquã. |
| 17 juin 2005      | Gladys Chelagat                  | 10 ans                   | L'homme quasi-sexagénaire qui l'avait recueillie nourrisson                                  | Kenya                                                 | Gladys Chelagat, une fillette de 10 ans de Kericho, dans la Province de la Vallée du Rift, a donné naissance à un petit garçon de 6,2 lb (2,81 kg) par césarienne, milieu 2005, dans un hôpital du district. |
| 28 août 2005      | Non identifiée                   | 10 ans                   | Inconnu                                                                                      | Suisse originaire de Cameroun                         | Une fillette de 10 ans a donné naissance à une fille dans un hôpital de Sion durant l'été 2005. Elle avait émigré du Cameroun vers Martigny puis Sierre avec ses frère et sœur, après que leur mère avait épousé un citoyen helvétique. Un autre homme, relation de 68 ans de la mère, admit avoir violé la fillette, mais un test ADN prouva qu'il n'était pas le père de sa fille,. On a, par la suite, suspecté un inceste avec le frère, mis en cause par leur sœur[citation nécessaire]. |
| Avril 2006        | Jones                            | 10 ans                   | William Edward Ronca, son beau-père de 26 ans                                                | États-Unis                                            | Une fillette de 10 ans d’Abbeville (Caroline du Sud) a donné naissance par césarienne en 2006 à un bébé qu'elle a rejeté et qui a été placé en adoption. Ronca admit avoir abusé d'elle durant plus de deux ans, et fut condamné à 25 ans de prison. |
| Avril 2006        | R.,                              | 10 ans, 9 mois           | Julián Andrés H. López, le compagnon colombien de 30 ans de sa baby-sitter                   | Espagne originaire de Colombie                        | Une fillette de nationalité colombienne (dont on sait seulement de son identité qu’elle porte en deuxième nom, conformément aux conventions de nom des pays hispaniques, le premier de sa mère dont on n'a, à ce titre, pour protéger son anonymat, donné que l'initiale R.), a donné naissance à une fille en avril 2006, à Orense, à l'âge de 10 ans ¾. Elle avait été violée par le petit ami de sa baby-sitter, chez qui elle dormait pendant que sa mère, Laura R. Monténegro, immigrante veuve et sans ressources, se prostituait dans un bordel de Santiago, au nord d’Orense, pour gagner de quoi subvenir à ses besoins. |
| Avril 2006        | Non identifiée                   | 10 ans, 9 mois           | Myron Core Gibbs, pédophile de 22 ans venu de la Floride voisine                             | États-Unis                                            | Une fillette de 10 ans ¾ de Thomasville (Géorgie), 70 km (40 mi) au Sud d'Albany, à la frontière Sud de l'état avec la Floride, a donné naissance en avril 2006. Myron Core Gibbs, que l'enfant avait identifié comme son agresseur, avait été arrêté et mis en accusation de viol sur mineure de 10 ans. |
| 3 avril 2006      | Monserrat Alvarado Gómez         | 10 ans, 6 mois, 18 jours | Juan Ruelas Martínez, le voisin de 47 ans de sa famille                                      | Mexique                                               | Monserrat Alvarado Gómez, de Jaral del Progreso, Guanajuato, née le 16 septembre 1995, a accouché naturellement, à juste 10 ans ½, en avril 2006, d’une fille de 2,3 kg (5,1 lb) qu'elle a prénommée Marisol. Juan Ruelas Martínez, son voisin, a été condamné à 11 ans ½ de prison pour l'avoir violée à 9 ans ¾,. |
| 14 juin 2006      | Non identifiée                   | 10 ans                   | Inconnu                                                                                      | Brésil                                                | Une fillette de 10 ans a donné naissance par césarienne, milieu 2006, à Marechal Deodoro. Selon les médecins, la fillette, tombée enceinte d'un viol (démenti, mais...), a passé très sereinement sa grossesse, attendant tranquillement le terme, de "livrer" le bébé, sachant très tôt qu'elle allait l'abandonner à l'adoption. Selon les informations de la maternité, face au risque important à l'accoucher, on a préféré recourir à une césarienne, qui a été parfaitement pratiquée. |
| Juillet 2006      | Non identifiée                   | 10 ans                   | Son petit ami de 13 ans                                                                      | Belgique                                              | Une fillette de 10 ans de Montigny-le-Tilleul, près de Charleroi, a donné naissance milieu 2006 à un enfant conçu avec son petit ami et camarade de collège de 13 ans. Après qu'elle avait commencé à prendre sérieusement du poids au printemps, sa mère l'avait mise à la diète, mais quand elle consulta un médecin au début de l'été, on découvrit qu'elle était enceinte de presque 9 mois, quasiment à terme. La nouvelle de cette maternité précoce, à la demande de la famille, ne fut rendue publique qu'à l'été 2007. |
| 14 août 2006      | Non identifiée                   | 10 ans, 5 mois, 9 jours  | Son père                                                                                     | Maurice                                               | Une fillette née le 5 mars 1996, et réglée depuis l'âge de 8 ans, est tombée enceinte à 9 ans et 8 mois d'un viol de son père fin 2005, survenu un jour où, malade, elle était restée à la maison seule avec lui. Dénoncé, il a été condamné à la prison. Elle a donné naissance à sa fille par césarienne à la mi-août 2006, sous 10 ans ½. |
| 20 octobre 2006   | N. Ferreira dos Santos           | 10 ans, 10 mois, 8 jours | Francisco das Chagas de Lima, son petit ami de 26 ans                                        | Brésil                                                | N. Ferreira dos Santos, née le 12 décembre 1995, a donné le jour, par césarienne, à une fille, à l'hôpital São Camilo de Itapipoca à Itapipoca en octobre 2006, à l'âge de 10 ans et 10 mois. Francisco das Chagas de Lima, son petit ami, était l'ex petit ami de sa sœur de 14 ans,. |
| 2007              | Non identifiée                   | 10 ans                   | Inconnu                                                                                      | Brésil                                                | Mi-janvier 2008, après qu'une fillette indigène de juste 12 ans venait d'accoucher chez elle à Boa Vista, capitale de l'État du Roraima, le directeur de la maternité locale, Notre-Dame de Nazareth, a relativisé le caractère exceptionnel du fait, notant, qu'au cours de la seule année 2007 précédente, son établissement avait accouché pas moins de 1 800 adolescentes, autochtones pour la plupart, âgées de 12 à 16 ans, mais aussi deux cas "extrêmes", de seulement 11 ans pour l'une et à peine 10 pour l'autre... |
| 2 juillet 2007    | Lucila Martínez Santiago         | 10 ans                   | Noé Velásquez Velásquez, le propriétaire de 65 ans de la maison de ses parents               | Mexique                                               | Lucila Martínez Santiago, de San Lorenzo Cacaotepec, Oaxaca, a accouché d'un petit garçon milieu 2007 à l'âge de 10 ans,. Noé Velásquez Velásquez, le propriétaire de la maison que ses parents louaient, a été écroué. |
| 9 novembre 2007   | "Evita"                          | 10 ans                   | Alejandro López Torres, son cousin de 22 ans                                                 | Nicaragua                                             | Originaire de la région insulaire rurale d’El Tortuguero, la plus pauvre du pays, "Evita", 10 ans, a donné naissance par césarienne à Managua fin 2007 après avoir passé 2 mois à Bluefields. Quatre mois plus tôt, sa mère avait fait venir un médecin de campagne jusqu'à leur ferme pour qu'il examine son ventre gonflé ; celui-ci avait mis au jour qu'elle était enceinte de 5 mois, à l'âge de même pas 10 ans. Quelques semaines plus tard, sa mère avait révélé à la presse qu'elle avait été violée par son cousin de 22 ans. |
| Décembre 2007     | Non identifiée                   | 10 ans, 7 mois           | Un homme de 35 ans à qui sa famille a tenté de la marier après le viol pour couvrir la faute | Nicaragua                                             | Le cas de cette fillette de 10 ans ½ de Diriamba, 43 km (27 mi) au Sud de Managua, a été découvert le 5 septembre 2007, quand est parvenu aux autorités le signalement, par un notaire habilité, de la demande d'union de l'enfant, alors âgée de 10 ans et 4 mois, à l'homme de 35 qui l'avait mise enceinte d'un viol, demande présentée par la famille d'icelle, pour couvrir le déshonneur. [citation nécessaire] À en croire la presse, ce type d'épousailles est assez fréquent dans le pays... |
| 29 février 2008   | Rosa "Rosita" Ilora Blanca       | 10 ans, 8 mois, 4 jours  | Carmen Aguilar, son beau-père de 33 ans                                                      | Nicaragua                                             | Rosa Ilora Blanca (“l’autre Rosita”), une fillette née le 25 juin 1997, à San Miguelito, Département du Río San Juan, a donné naissance à un petit garçon par césarienne début 2008, à 8 mois ½ de gestation, à l'hôpital Bertha Calderón de Managua, à l'âge de 10 ans et 8 mois. Elle a été abusée sexuellement depuis l’âge de 8 ans par son beau-père, Carmen Aguilar. Sa grossesse fut découverte par hasard, à 5 mois ½, lors d'une tournée médicale rurale pour les pauvres, début décembre 2007. |
| 28 avril 2008     | Chasearez                        | 10 ans                   | Guadalupe Gutierrez-Juarez, son beau-père de 37 ans                                          | États-Unis                                            | La fille de 10 ans d'Isabel Chasearez, de Saint Anthony (Idaho), a donné le jour par césarienne à une fille de 6 lb (2,72 kg) au Madison Memorial Hospital de Rexburg fin avril 2008, après avoir été violée par le petit ami de sa mère. L'homme, un immigrant mexicain sans papier, a été écroué sous un chef d'inculpation de viol avec insémination, et sa mère pour avoir omis de lui fournir des soins prénatals,. |
| Avril 2008        | Non identifiée                   | 10 ans, 10 mois          | Son amoureux de 12 ans ¾                                                                     | Belgique                                              | Une fillette de 10 ans et 10 mois a donné le jour naturellement, fin avril 2008 à Charleroi, à un fils de son "amoureux" lui-même âgé de juste de 12 ans à la conception[citation nécessaire]. C'était là le 2d cas de maternité sous 11 ans en moins de 2 ans dans la même ville wallone, où une autre fillette, âgée d'à peine un mois de plus, avait accouché en juillet 2006. |
| 25 février 2009   | Non identifiée                   | 10 ans, 7 mois           | Inconnu                                                                                      | Portugal                                              | Après avoir caché sa grossesse de bout en bout, si tant est qu'elle en ait même connu l'existence, après un rapport sexuel dont elle ne voulut toujours pas parler après avoir donné naissance à son petit garçon, cette petite Portugaise, âgée d'à peine plus de 10 ans ½, a commencé à accoucher seule chez elle, avant que sa mère, rentrant du travail, ne la trouve tétanisée sur le sol, baignant dans la flaque de son liquide amniotique, et ne la conduise en urgence à l'hôpital d'Amadora-Sintra (entre Amadora et Sintra, dans la Région Ouest de Lisbonne), où elle a pu achever la délivrance naturellement, sous analgésiques. |
| 18 mars 2009      | Non identifiée                   | 10 ans                   | Fede Datilus, un délinquant sexuel de 33 ans                                                 | États-Unis originaire d’ Haïti                        | La fillette, Haïtienne de 10 ans de Lantana (Floride), était tombée enceinte à 9 ans, mi-2008, du viol d'un pédophile, mais son père n'apprit sa grossesse que lorsqu'il l'amena en clinique le jour où elle eut à souffrir le travail, pour livrer là, naturellement, un fils à terme. À contrecœur, elle dénonça Datilus aux enquêteurs qui l'interrogèrent par truchement d'un interprète haïtien comme elle parlait très mal anglais, arrivée aux USA, illégalement, qu'à 7 ans ½. Elle confia avoir eu peur d'être renvoyée avec son père en Haïti, menace proférée par son agresseur. Celui-ci a été condamné, pour viol sur mineure de 12 ans, à la prison à vie, quantum auquel se sont ajoutés (!) 5 ans supplémentaires pour l'avoir inséminée. |
| 14 avril 2009     | Non identifiée                   | 10 ans, 9 mois           | Flávio de Oliveira, son beau-père de 24 ans                                                  | Brésil                                                | Une fillette de 10 ans ¾ de Lagoa Grande, à l'ouest du Minas Gerais, a donné naissance à un petit garçon par césarienne mi-avril 2009. La directrice de son école, apprenant sa grossesse le 20 mars, en entendant dans la cour de récréation une discussion entre enfants auxquels elle avait probablement parlé, alerta sur le champ les autorités judiciaires et médico-sociales, puis la conduisit à la clinique locale, où son état fut confirmé : quoique ça ne se vit pas, comme elle était restée mince, elle était enceinte de pas moins de 8 mois. Le soir même, elle dénonçait son jeune parâtre, qui fut interpellé et écroué alors qu'il tentait de fuir à Gurupi, en Tocantins, 470 mi (760 km) plus au nord. Il l'avait inséminée fin juillet, quatre mois après avoir commencé à abuser d'elle fin mars,. |
| 8 juin 2009       | Non identifiée                   | 10 ans                   | Son beau-père de 25 ans                                                                      | Afrique du Sud                                        | Une fillette de 10 ans de la banlieue noire de Mitchell's Plain, au sud-est du Cap, violée par son oncle de 21 ans dont elle était amoureuse, s'était convaincue qu'il l'aimait et était le père du bébé qu'elle portait, omettant l'éventualité, horrifiante pour elle, que ce pût être son beau-père de 25 ans, qui l'avait agressée sexuellement lui aussi, mais qu'elle était incapable de dénoncer comme il la menaçait. Si son oncle a pris 5 ans pour “illégales relations sexuelles consenties”, son beau-père a, lui, été emprisonné à vie au Cap, confondu après qu'elle a donné naissance à sa fille en juin 2009[citation nécessaire]. |
| 14 décembre 2009  | Non identifiée                   | 10 ans, 9 mois           | Un homme de 34 ans                                                                           | Jamaïque                                              | Mi-décembre 2009, une fillette de 10 ans ¾ de Mountainside, Paroisse de Saint Elizabeth, a accouché d'une fille conçue d'une liaison éphémère avec un gars de 34 ans. La nouveau-née est décédée trois semaines plus tard, début janvier 2010. |
| 4 janvier 2010    | M. P.                            | 10 ans                   | Son frère de 15 ans                                                                          | Bolivie                                               | M.P., d'El Torno, Santa Cruz, a délivré par césarienne une fille de 2,3 kg (5,1 lb) début 2010, à l’hôpital Percy Boland de Santa Cruz de la Sierra. De ses trois frères de 15, 17, et 19 ans qui l'avaient violée, c’est le plus jeune qui l'avait mise enceinte. |
| Mai 2010          | Non identifiée                   | 10 ans                   | Inconnu Probablement le père de son 2e enfant né deux ans plus tard, un maçon d'alors 46 ans | Bolivie                                               | Le père du 1er enfant d'une fillette de Cabezas (au sud-ouest du Département de Santa Cruz) alors âgée de 10 ans, en mai 2010, était à l'origine inconnu, mais quand celle-ci revint, 2 ans plus tard, à 12 ans, en mai 2012, à l'hôpital Percy Boland de Santa Cruz de la Sierra, donner naissance une 2de fois, les autorités parvinrent cette fois à la faire parler, et appréhendèrent un maçon de 48 ans, père confirmé du cadet et suspecté de l'être de l'aîné. Il fut condamné pour viol et insémination de mineure. On suspecte qu'elle ait été prostituée et louée au quadragénaire par sa propre famille agissant comme des proxénètes. |
| Mai 2010          | M.L. Ch.R.                       | 10 ans                   | Son père                                                                                     | Bolivie                                               | M.L.Ch.R., une fillette de 10 ans de Zanja Honda, Département de Tarija, à la frontière argentine, a donné naissance en mai 2010, par césarienne, à une fille de 3,5 kg (7,7 lb), à la maternité Percy Boland de Santa Cruz de la Sierra, après avoir été prétendument violée par un maçon de 49 ans. Puis, quinze mois plus tard, elle est retombée enceinte, d'un fils alors, affirmant, cette fois, l'être d'un jeune homme prénommé Armando, de Santa Cruz, où elle avait émigré pour travailler après une dispute avec sa mère, Catalina R., qui élevait pour elle sa fille d'un an, un jeune homme qui l'avait quittée. Chaque fois, elle a été admise à Percy Boland, la maternité la mieux équipée du pays face à ces cas précoces,. Après la naissance de son 2e enfant le 7 mai 2012, elle disparut, et sa mère admit qu'elle savait que les deux enfants de sa fille étaient de son propre père, qui abusait d'elle depuis ses 8 ans. |
| 12 juillet 2010   | Non identifiée                   | 10 ans, 7 mois           | Son petit ami de 12 ou 13 ans                                                                | Russie                                                | Une fillette d'un village près de Kazan, au Tatarstan, réglée très jeune, et tombée enceinte peu avant ses 10 ans, d'un “câlin poussé” accepté de son précoce petit ami, a donné naissance, le 12 juillet 2010, à Kazan, un mois avant terme, à une fille, peu après 10 ans ½. Le jeune père a officiellement reconnu l'enfant "au nom de son amour" pour sa jeune amoureuse, a révélé le père de la jeune maman à la presse. |
| 19 août 2010      | "Camille"                        | 10 ans                   | Son père âgé de 27 ans                                                                       | Philippines                                           | Une fillette de 10 ans connue dans les médias sous son seul prénom Camille, a donné le jour à un petit garçon à Cotabato en août 2010 ; elle était régulièrement violée depuis ses 8 ans par son père, un chômeur souvent ivre,. |
| 26 octobre 2010   | Elena Chiritescu                 | 10 ans, 6 mois           | Gheorghe Mecic, son cousin et ex-fiancé de 13 ans                                            | Espagne originaire de Roumanie                        | Elena Chiritescu, une Rom de Bucarest ayant émigré en Andalousie avec sa mère, a donné naissance naturellement à une petite Nicoletta Narcissa de 6,4 lb (2,9 kg), à 10 ans ½, fin octobre 2010, dans un hôpital de Jerez de la Frontera,. Une polémique est par ailleurs née sur l'âge des deux jeunes parents ; si celui d'Elena, dénoncé par ses anciens voisins de Bucarest, la disant âgée de 14 ans, a été vérifié sur son acte de naissance, on doute de celui de Gheorghe, qui aurait 20 ans et non 13, à en croire une de leurs cousines, espagnole. |
| 29 octobre 2010   | Nieves ,                         | 10 ans                   | Un cousin éloigné de 24 ans                                                                  | Colombie                                              | Une indigène Wiwa a donné naissance par césarienne à 10 ans à l'hôpital San Rafael de San Juan del Cesar, La Guajira, fin octobre 2010. Elle avait été violée chez elle fin janvier par un cousin de 24 ans en réinsertion post-carcérale, tandis que sa mère, Sebastiana María Nieves, s'était absentée 10 jours du foyer pour se rendre au chevet de sa propre mère malade. |
| 10 novembre 2010  | Non identifiée                   | 10 ans                   | Son père                                                                                     | Bolivie                                               | Une fillette de 10 ans a donné naissance à un petit garçon de 2,3 kg (5,1 lb) à la maternité Percy Boland de Santa Cruz de la Sierra en novembre 2010. |
| 2011              | Non identifiée                   | 10 ans                   | Inconnu                                                                                      | Portugal                                              | En cinq ans, entre 2008 et 2013, le Portugal a connu dix cas de maternité à 11 ans, et, en 2011, aux deux mères de 11 ans recensées, s'ajouta même une de seulement 10 ans. |
| 2011              | Non identifiée                   | 10 ans                   | Inconnu                                                                                      | Colombie                                              | Parmi les 27 mères de moins de 14 ans recensées en 2011 à Manizales, Caldas, la plus jeune avait seulement 10 ans. Caldas est le département le plus touché du pays par les maternités précoces, avec un taux d'accouchements avant 20 ans s'élevant à 25 % du total des naissances (750 cas / 3 000 maternités), 6 % de plus que la moyenne nationale établie à 19 %. |
| 19 janvier 2011   | Paulina A.                       | 10 ans                   | Son petit ami caché de 15 ans                                                                | Argentine                                             | Paulina A., une Mbyá (Guaraní du Paraguay) de Puerto Leoni, à la frontière paraguayenne de la Province de Misiones, la “langue de terre” entre Brésil et Paraguay, a donné naissance par césarienne à un fils de 3,1 kg (6,8 lb) le 19 janvier 2011 dans un hôpital de Posadas. Quoique sa pièce d'identité la dit âgée de 10 ans, on a suspecté qu'elle fût plus âgée. Si elle a refusé de nommer le père de son bébé, ses amis ont affirmé que ce devait être son petit ami secret de 15 ans dont elle leur avait parlé. |
| 3 mai 2011        | "Celia" Nunes Saldanha           | 10 ans, 8 mois ½         | Antonio, un voisin trentenaire                                                               | Brésil                                                | Le 17 août 2010, près de la Communauté rurale Manuel Urbano, à Sena Madureira, dans l'État Provincial d'Acre (à la pointe Ouest du pays, au pied de la Cordillère, entre Pérou et Bolivie), où elle vivait avec son père, Isaac, la petite "Celia" (pseudonyme), orpheline de mère qui venait d’avoir 10 ans été violée par son voisin trentenaire Antonio. Déjà pubère à cet âge, elle allait en tomber enceinte, présentant, mi-avril, à 8 mois de gestation, un énorme ventre proéminent disproportionné vu sa petite taille, peu avant d'accoucher, le 3 mai. Opposée à l'IVG, elle a gardé le bébé au prix d'atroces douleurs, déclarant « aimer son petit garçon qui n'était pour rien dans le crime ». |
| 14 juin 2011      | Thuli Shaka                      | 10 ans, 7 mois           | Inconnu                                                                                      | Afrique du Sud                                        | Thuli Shaka, élève à l'École Primaire Vulindlela de Soweto, a donné le jour par césarienne, en juin 2011, à juste plus de 10 ans ½, à un fils de père inconnu[citation nécessaire]. |
| 22 octobre 2011   | Guadalupe "Édith" N. Hernández   | 10 ans, 10 mois          | Alberto Hernández Loeza, son beau-père de 28 ans                                             | Mexique                                               | Guadalupe N. Hernández, une fillette de 10 ans ¾ de la communauté San Francisco Totimehuacan, rebaptisée un temps Édith (pseudonyme) par la presse, a donné naissance, par césarienne, fin octobre 2011, à Puebla, à un petit garçon prématuré de 1,47 kg ,. Elle avait d'abord prétendu, tantôt avoir été violée dans sa grange par un inconnu, tantôt par un homme du 3e âge, qui l'avait suivie alors qu'elle gardait du bétail. Sa mère, Ernestina Hernández Rodríguez, 48 ans, placée en garde à vue, révèle que le père biologique du bébé était son compagnon, qu'elle savait avoir violé ses deux filles sous leur toit à plusieurs reprises. |
| Fin octobre 2011  | Pereira de Santana ,             | 10 ans, 9 mois ½         | Edson Santos de Andrade, son beau-père, chômeur de 39 ans                                    | Brésil                                                | Violée depuis ses 8 ans par son beau-père, sous les yeux de sa mère, Luciene Felix Pereira de Santana, attardée mentale de 42 ans (qui a assisté à plusieurs reprises, impuissante, aux abus sexuels de son compagnon, qui l'avait battue, dit-elle, quand elle avait tenté d'y mettre fin...), cette filette (orpheline de père) de Ribeira do Pombal, près de Pombal (Paraíba), était enceinte de 3 mois (à 10 ans et 4 mois) mi-mai 2011, quand on les interpella, le jour où elle les dénonça. Sa grossesse avait été éventée par sa directrice d'école (qui remarqua l'arrondi de son ventre et son excessif volume mammaire pour son âge),. La demande d'IVG thérapeutique (estimée préférable par les médecins) refusée par la Justice, l'enfant a dû donner naissance fin octobre suivant, à 10 ans et 9 mois ½. |
| 24 janvier 2012   | Laura Marina Tarazona Villanueva | 10 ans, 6 mois, 26 jours | Gaudencio Castañeda Pulido, le partenaire de 45 ans de sa sœur aînée                         | Pérou                                                 | Laura Marina Tarazona Villanueva, du hameau de Santa Martha, du bourg de Tingo María, dans la Province de Leoncio Prado, Région de Huánuco, a été violé 3 fois dans la même soirée du 24 juin 2011, durant les festivités de la St. Jean, cinq jours avant son 10eanniversaire, par son voisin de 45 ans, Gaudencio Castañeda Pulido, un ancien soldat toujours armé. Il était le concubin forcé de sa grande sœur d'à peine 17 ans, qui a eu un fils de lui en 2010, après qu'il avait abusé d'elle. Laura découvre sa grossesse de 14 semaines par hasard quand on l’admit à l'hôpital pour une morsure de serpent. Les faits alors rapportés par la presse, l'agresseur des deux sœurs a fui. Fin janvier, Laura a délivré, par césarienne, à 7 mois, à l'hôpital Hermilio Valdizán de Huánuco, un fils de 2.2 kg qu'elle a prénommé Justin, comme le chanteur adolescent Justin Bieber,.                                                     |
| 29 mars 2012      | Non identifiée                   | 10 ans                   | Inconnu Un de ses copains, âgé de 15 ans paraît être le géniteur le plus probable            | Colombie                                              | Une petite indienne Wayuu d'à peine 10 ans a livré par césarienne, fin mars 2012, dans une clinique de Riohacha, dans la province caribéenne septentrionale de La Guajira. Elle a eu une fille de 2,6 kg et 47 cm qu’elle a rejetée et refusé d'allaiter,. On présume que le père de la petite fille est un de ses copains de 15 ans, même si un homme de 30 ans a également été suspecté d'avoir profité d'elle. |
| Mai 2012          | Conceição Filho ,                | 10 ans, 9 mois           | Antônio Lisboa Filho, son père âgé de 28 ans                                                 | Brésil                                                | Fin 2011, découvrant sa fille de 10 ans ½, dont il abusait régulièrement depuis ses 8 ans, enceinte de 4 mois, Antônio Lisboa Filho, 28 ans, a fui Coroatá, Maranhão, avec son épouse, Raimunda Alves Conceição, et leurs autres enfants, après avoir laissé la fillette à son aïeule maternelle, Francisca Maria Conceição, qui alerta les autorités. La grossesse déjà bien trop avancée pour envisager une IVG, la fillette a dû achever sa grossesse et délivré le bébé par césarienne début mai suivant, un mois avant terme. Selon le PV de police, l'homme est suspecté d'avoir abusé aussi de son autre fille, la cadette de 8 ans de la jeune mère. |
| 11 mai 2012       | Tiziana                          | 10 ans, 11 mois          | Son cousin éloigné de 15 ans                                                                 | Argentine                                             | La petite Tiziana, de San Miguel, Province de Corrientes, admise à l'hôpital José Ramon Vidal début mars 2012, se plaignant de douleurs abdominales et présentant un ventre gonflé, a appris des médecins, éberlués par son échographie, qu'elle était enceinte de 26 semaines. Elle a alors livré, enfin, avoir été violée fin août par un cousin au 2nd degré âgé de 15 ans, qui a depuis été inculpé. Elle a donné naissance en mai, un mois avant terme, par césarienne, à une petite Tatiana Belén de 2,4 kg (5,3 lb) pour 45 cm (17,7 po), que l'on a dû placer en couveuse et sous perfusion,. |
| 25 octobre 2012   | Non identifiée                   | 10 ans                   | Inconnu                                                                                      | République dominicaine                                | Une fillette de 10 ans a accouché le matin du 25 octobre 2012 à l'hôpital Luis Morillo King, de La Vega, au centre du pays, a signalé laconiquement la presse, faute de plus amples informations, précisant juste en sus que son violeur, identifié, était d’ores et déjà poursuivi. |
| 25 novembre 2012  | Patiño ,                         | 10 ans                   | Carlos Enrique Patiño Escobar, son père de 42 ans                                            | Colombie                                              | Une fillette de 10 ans a accouché d'une fille le 25 novembre 2012 à Rionegro, dans le département d'Antioquia. Violée depuis des mois par son père, Carlos Enrique Patiño Escobar, de 42 ans, à Frontino où ils vivaient, avec la complicité de sa mère, au courant, puisque, quand ils découvrirent qu'elle était tombée enceinte de lui, ils déménagèrent pour le petit bourg rural de Vereda Valle de María, près d'El Santuario, où personne ne savait de son existence, pour la cacher, l'y séquestrant dans une maison isolée où ils la maltraitèrent, comptant, pense-t-on, l'y faire accoucher clandestinement, afin de dissimuler sa maternité, ce n'est que le signalement fait à la police par un membre inquiet de sa famille qui la sortit de là. Elle fut alors hospitalisée et accouchée près de là, à Rionegro, et son père interpellé, sa mère devant bientôt suivre,.                                                          |
| Mars 2013         | Non identifiée                   | 10 ans ¾                 | Son oncle de 20 ans, de patronyme Peña Palacios                                              | Nicaragua                                             | Une fillette de Santa Teresa, dans le département de Carazo, à 35 km (20 mi) au Sud de Masaya, a été violée chez elle, fin juin 2012, devant ses deux sœurs de 9 et 2 ans, par son oncle de 20 venu les garder en l'absence de leurs parents. Devant son ventre dur et gonflé, dans les proches mois suivants, son médecin, ignorant de sa fertilité comme du viol que les fillettes, apeurées, avaient tu, lui avait prescrit des anti-parasitaires, lui ayant diagnostiqué un oxyure intestinal. Ceux-ci sans effet, une échographie, fin novembre, révéla sa grossesse de 5 mois. L'IVG prohibée en toutes circonstances au Nicaragua, on a dû prévoir de la césariser avant terme. |